# Kronengecko

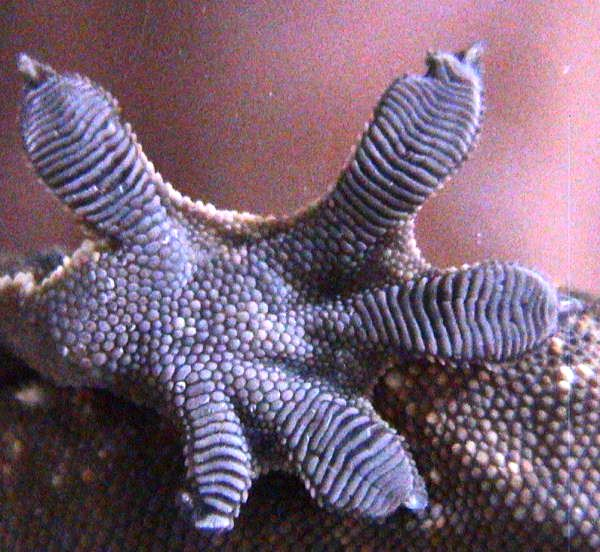
Fuß mit Haftlamellen

Der Neukaledonische Kronengecko (Correlophus ciliatus, Syn.: Rhacodactylus ciliatus) gehört zu der Familie der Doppelfingergeckos und wurde als erstes 1866 von Guichenot beschrieben. Bis zu seiner Wiederentdeckung im Jahre 1994 durch Seipp & Klemmer galt er als ausgestorben. Mit der Veröffentlichung von Aaron Bauers Revision im Jahre 2012 erfolgte die Umklassifizierung von Rhacodactylus in Correlophus. Der Kronengecko kommt am südlichen Ende von Grande Terre der Hauptinsel Neukaledoniens sowie auf der vorgelagerten Île des Pins vor und ist somit endemisch. Er ist arboricol und bewohnt das Blätterdach der Bäume in feucht-heißen und dicht bewachsenen Tieflandregenwäldern. Obwohl der natürliche Lebensraum des Kronengeckos durch permanente Umweltzerstörung immer weiter zurückgeht, unterliegt er keinem internationalen Schutzstatus.
Der Kronengecko ist ein dämmerungs- und nachtaktiver Gecko und weniger scheu als Arten der Gattung Rhacodactylus. Seine Aktivitätszeit beginnt bei Dämmerung und endet in den frühen Morgenstunden. Der Kronengecko ruht auf den Zweigen der Bäume, aber auch in Astlöchern die ihm als Versteckmöglichkeit dienen. Der Kronengecko ist ein geschickter Kletterer. Dabei behilflich sind ihm seine Haftlamellen und Krallen sowie sein Schwanz, der als zusätzliches Greiforgan und zum Halten des Gleichgewichts dient. Wie die meisten Geckos ist der Kronengecko in der Lage, seinen Schwanz bei Gefahr abzuwerfen (Autotomie). Es bildet sich beim Kronengecko jedoch kein vollständiges Regenerat, so dass nur ein kurzer Stummel bleibt.

## Farbformen
Der Kronengecko kommt in mehreren natürlichen Farbformen vor: grau, braun, grün, blassgelb und rostrot, sowie unterschiedlichen Musterungen. Die Verbreitung ist nicht geographisch bestimmt und Tiere von derselben Eiablage zeigen oft verschiedene Farbformen.

## Haltung im Terrarium
Der Export wilder Kronengeckos ist strikt verboten. Bevor diese Regelung in Kraft trat, haben Biologen und Forscher einige Tiere exportiert (später auch mit Sondergenehmigung), um diese Art zu untersuchen und zu züchten. Aufgrund seiner relativ unkomplizierten Haltungsansprüche erfreut sich der Kronengecko inzwischen einer immer größer werdenden Beliebtheit und wird erfolgreich in Terrarien gehalten und gezüchtet. Bei guter Haltung liegt die Lebenserwartung bei 20 bis 25 Jahren.